# Eosentomon juni
Eosentomon juni är en urinsektsart som beskrevs av Imadaté 1994. Eosentomon juni ingår i släktet Eosentomon och familjen trakétrevfotingar. Inga underarter finns listade i Catalogue of Life.